# نفق الأزهر
نفق الأزهر للسيارات هو مشروع تم تنفيذه باعتباره أحد مكونات مشروع تطوير منطقة القاهرة الفاطمية وتنميتها سياحيًا باعتبارها من المناطق الأثرية الهامة في تاريخ مصر الإسلامية مع حمايتها من أثار التلوث البيئي والبصري والسمعي الناتج عن وسائل النقل السطحي المختلفة. قامت شركة المقاولون العرب بتنفيذه بالتعاون مع مجموعة من الشركات الفرنسية المتخصصة. يتكون المشروع من نفقين متوازيين يربطان وسط مدينة القاهرة بالمناطق الجنوبية والشمالية. ويبلغ طول كل من النفقين حوالى 2.7 كم بالمداخل والمخارج. تم تجهيز النفقين بأنظمة مكافحة حريق وأرصفة طوارئ ونظام مراقبة وهواتف طوارئ وأجهزة إنذار. يتكون المشروع من محطات ضخمة للتهوية مشتركة للنفقين في مناطق صلاح سالم، الحسين، بورسعيد، والعتبة، مع مخارج للطوارئ  كل 100 متر على طول مسار النفق ومبنى تحكم مركزي في منطقة جوهر القائد للتحكم في تشغيل وإدارة النفقين.